# Düzce
Düzce je město v turecké stejnojmenné provincii. Žije zde přibližně 241 tisíc obyvatel. Leží v severozápadní části země asi 240 kilometrů severozápadně od Ankary a 228 kilometrů východně od Istanbulu. Asi 30 kilometrů severně od města se nachází Černé moře. Město Düzce je zároveň hlavním městem stejnojmenné provincie, která je zároveň jednou z nejnověji vzniklých tureckých provincií. Nedaleko města leží Evropská silnice E80. V oblasti kolem města se hojně pěstuje tabák, pšenice, ořechy a různé druhy zeleniny. Převažuje zde vlhké subtropické podnebí. 